# Nordre Ringvej (Bjerringbro)
 For alternative betydninger, se Nordre Ringvej. (Se også artikler, som begynder med Nordre Ringvej)
Nordre Ringvej  er en to sporet ringvej der går igennem Bjerringbro, Vejen er en del af sekundærrute 525 der går fra Randers til Rødkærsbro. Den er med til at lede trafikken uden om Bjerringbro Centrum, så byen ikke bliver belastet af så meget gennemkørende trafik.
Vejen forbinder Markedsgade i vest med Nørregade i nord, og har forbindelse til Skovkrattet.